# 毌丘儉
毌丘儉（226年前—255年3月16日），字仲恭，複姓毌丘，河東聞喜（今山西聞喜縣）人，三國時期曹魏後期的重要将领，曾征討高句麗。及後發動反司馬氏政權叛亂失敗，被平民射殺後，梟首送入洛陽。

## 生平
他繼承父親毌丘興（曾任武威太守）的爵位高陽鄉侯，被魏文帝任命為平原侯文學掾。魏明帝即位後，先後任尚書郎及羽林監，因為曾在東宮辦事，得到曹叡親待。後出任洛陽典農，曾上疏勸魏明帝停止加建皇宮的工程，因而升為荊州刺史。

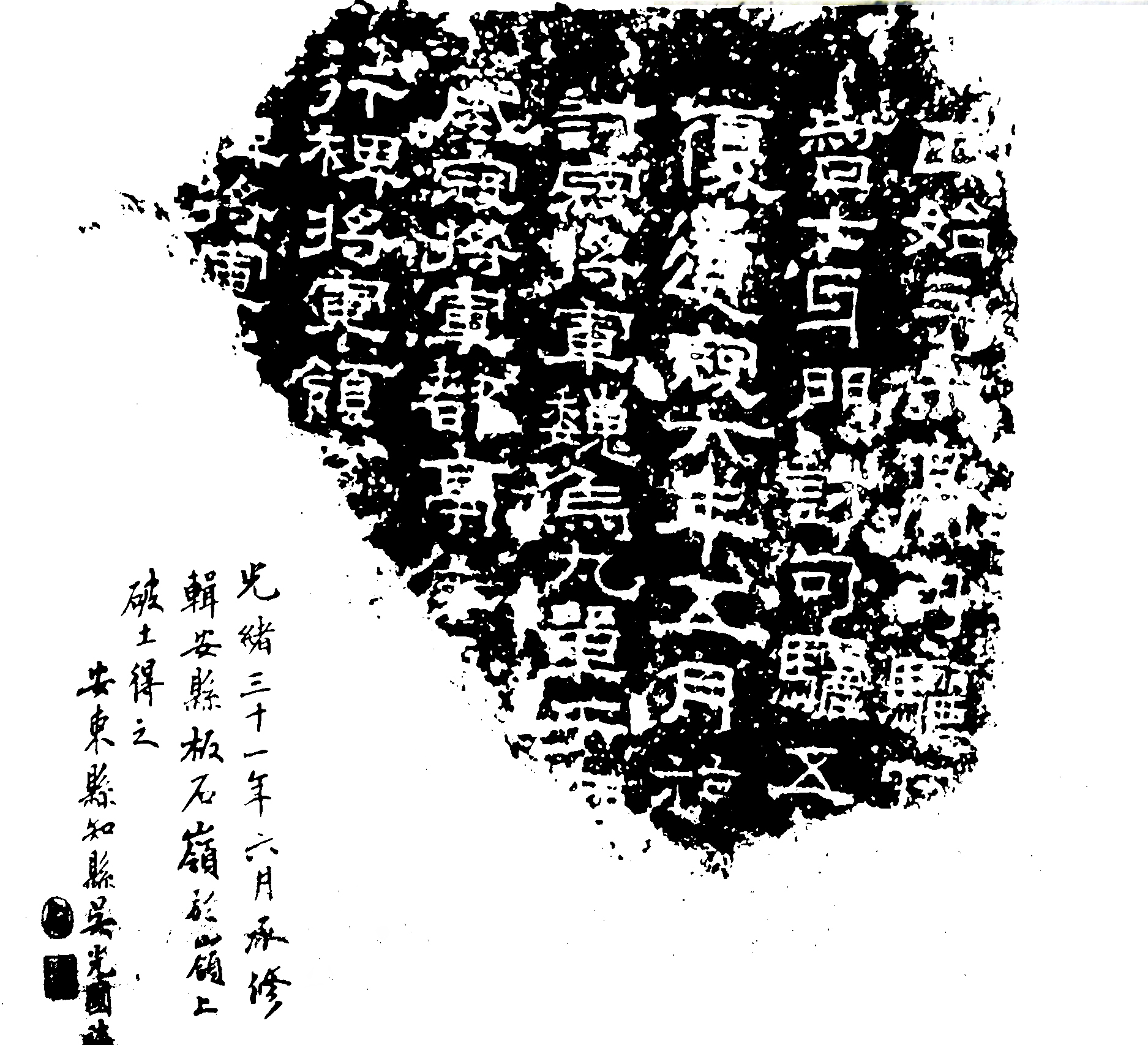
毌丘儉帶步騎兵萬人出玄菟討伐高句麗

### 征討高句麗
明帝青龍三年（235年），毌丘儉徙為幽州刺史，加度遼將軍、使持節、護烏丸校尉。景初元年（237年），率兵討伐自稱燕王的公孫淵，但被公孫淵擊敗。明年再聯合司馬懿進攻公孫淵，最終平定。毌丘儉因功封安邑侯。正始七年（246年），毌丘儉帶步騎兵萬人出玄菟討伐高句麗，先后在沸流水、梁口两度大敗高句麗東川王，将号称有二万人的高句丽军诛灭一万八千余人，东川王偕同妻子及千余骑逃窜往东沃沮（又称南沃沮）。毌丘儉又屠殺丸都內官員數千人，之後退兵。不久又再次進攻，東川王逃到買溝，随后，毌丘俭自在丸都一带坐镇，毌丘儉又派玄菟太守王頎追擊到沃沮，另一路由乐浪太守刘茂、带方太守弓遵攻打曾依附于高句丽的不耐等濊貊种落。王颀的军队追至竹岭，再度大破东川王余部。随后，魏军杀至沃沮境内，将协助高句丽的邑落一并攻破，斩杀三千余人。东川王再逃入北沃沮境内，魏军进一步追讨。但高句丽王终于在部下的忠诚保卫下击杀一小队魏军而得以隐匿。王颀军主力则进一步向东北行，一直抵达北沃沮与肃慎的边境地带。而刘茂、弓遵也成功击溃了濊貊各邑，逼迫不耐濊侯举邑降，將東漢初廢棄的臨屯郡故地再次納入版圖。整个征剿行动至245年初基本结束，最终毌丘俭等刻石纪功并于245年5月回师凯旋。

### 反擊百濟
魏正使七年(246年)當幽州刺史毌丘儉、玄菟郡太守王頎、樂浪郡太守劉茂與帶方郡太守弓遵在進行曹魏与高句麗的战争時，百濟的古爾王乘隙偷襲樂浪郡和帶方郡，然被劉茂與弓遵擊退，而弓遵戰死。

### 才識拔幹
後來遷任左將軍，假節監豫州諸軍事，領豫州刺史，轉為鎮南將軍。嘉平四年（252年），與鎮東將軍諸葛誕的防區互換，并任毌丘儉為鎮東將軍都督揚州。次年與揚州刺史文欽、司馬孚擊退圍攻合肥新城的東吳太傅諸葛恪。

### 毌丘儉文欽之亂
正始十年（249年）發生高平陵之變後，與曹爽關係密切的文欽，見曹爽被司馬懿所誅，已經非常畏懼，後想用敵兵首級換賞賜又屢被司馬師拒絕，心懷怨念；而毌丘儉與夏侯玄、李豐友好，但二人在正元元年（254年）卻被司馬師誅殺，令毌丘儉不安。同時毌丘儉兒子毌丘甸亦鼓勵父親反抗司馬師，於是在正元二年正月乙丑日（255年2月5日），毌丘儉與文欽於壽春舉兵討伐司馬師，并将毌丘宗等四子送入东吴为质以求外援（此為壽春三叛中的第二次）。
司馬師於是親征毌丘儉，又派諸葛誕、胡遵、王基等到附近駐守，同時命令各路大軍不可與毌丘儉交戰。毌丘儉、文欽不能進攻，退軍又怕壽春被襲擊。但是淮南將士的家屬都在北方，於是士氣低落，越來越多士兵投降，只有淮南新加入的農民仍然效忠。司马师调遣兗州刺史鄧艾调泰山诸军一万多人至乐嘉，並要求他示弱以引诱毌丘俭，而司马师率大军從汝陽潛兵與鄧艾會合。文钦不察，率军攻打鄧艾而中了司馬師設下的誘敵之計，被魏軍擊破敗走。毌丘儉聽到文欽戰敗的消息後慌忙棄城，乘夜逃遁。走至慎縣，左右侍從各自逃命，毌丘儉和幼弟毌丘秀和孫毌丘重藏匿在草叢中。平民張屬射殺毌丘儉，因而被封侯，毌丘儉梟首送入洛陽。毌丘秀、毌丘重和文欽都逃入東吳。其餘均降。
毌丘儉事后被誅滅三族。后来西晋灭吴，其在东吴的子孙得以重返中原，毌丘宗、毌丘奥父子等还成为了西晋官员。

## 毌丘俭纪功碑
1904年，毌丘俭刻石纪功碑在吉林辑安（今集安）被发现，现存于辽宁省博物馆。
首列：正始三年高句丽反
二列：督七牙门讨句丽五
三列：复遗寇六年五月旋
四列：讨寇将军魏乌丸单于
五列：威寇将军都亭侯
六列：行裨将军领玄
七列：裨将军

## 毌丘俭遇难碑
2005年，毌丘俭遇难纪念碑在山西省闻喜县桐城镇上邱村被发现，纪念碑在4世纪末左右树立。

## 文学才能
毌丘儉曾经写诗赠与杜挚，在《昭明文选》中留有毌丘儉诗句佚文。

## 逸聞
管輅的预言：毌丘儉起兵之前，管辂曾路过毌丘家的祖墓，靠在树边哀叹说：“林木虽茂，无形可久；碑诔虽美，无后可守。玄武藏头，苍龙无足，白虎衔尸，朱雀悲哭，四危以备，法当灭族，不过两载，其应至矣。”原文称此处为毌丘俭墓，但与毌丘俭仍在世矛盾，学者认为应为毌丘俭父毌丘兴墓。

## 評價
- 鄧袤：「毌丘儉好謀而不達事情。」
- 陳壽：「毌丘儉才識拔幹……咸以顯名，致茲榮任，而皆（同王凌、諸葛誕、鍾會）心大志迂，不慮禍難，變如發機，宗族塗地，豈不謬惑邪！」
- 習鑿齒：「毌丘儉感明帝之顧命，故為此役。君子謂毌丘儉事雖不成，可謂忠臣矣。夫竭節而赴義者我也，成之與敗者時也，我苟無時，成何可必乎？忘我而不自必，乃所以為忠也。古人有言：『死者複生，生者不愧。』若毌丘儉可謂不愧也。」

## 文学形象
- 明朝罗贯中历史小说《三国演义》将毌丘俭死因改为投靠慎县县令宋白，被其设宴灌醉后诱杀。另虚构了部下先锋葛雍。

## 家屬

### 父
- 毌丘興，黃初年間（220-226）任武威郡太守，治理的名聲僅次於金城郡太守蘇則。[9]

### 同輩及後代
- 弟
  - 毌丘秀
- 子女
  - 毌丘甸
  - 毌丘宗，字子仁
  - 其余三子
- 孫
  - 毌丘重
  - 毌丘奥，毌丘宗之子
  - 毌丘芝，毌丘甸之女，颍川太守刘子元妻
  - 毌丘氏，沛國人劉含之母
  - 毌丘氏，晉羽林監王虔前妻

## 延伸阅读
[在维基数据编辑]
 《三國志/卷28》，出自陳壽《三國志》